# 山田諒
山田 諒（やまだ りょう、1992年5月2日 - ）は、日本の俳優である。兵庫県出身。血液型はO型。

## 出演

### テレビドラマ
- 恋して悪魔〜ヴァンパイア☆ボーイ〜（2009年7月 - 9月、フジテレビ） - 武田信介 役
- 仮面ライダーフォーゼ 第14話（2011年、テレビ朝日）

### ラジオドラマ
- 青春アドベンチャー 「サバイバル」（2011年1月 - 2月、NHK-FM） - 鈴木サトル 役

### 舞台
- クリスマス・キャロル（2008年）
- ミュージカル・テニスの王子様 - 堀尾聡史 役
  - The Imperial Presence 氷帝 feat.比嘉（2008年7月 - 9月）
  - The Treasure Match 四天宝寺 feat. 氷帝（2009年2月 - 3月）
  - ミュージカル・テニスの王子様 Dream Live 6th（2009年5月）
- ミュージカル・冒険者たち（2009年） - 忠太 役
- アクサル 第10回公演「BANANA FISH」（2009年4月）
- アクサル第11回公演「八犬伝」（2010年1月、大阪 / 2月、東京） - 犬江新兵衛 役
- ミュージカル「冒険者たち」 再演（2010年6月） - 忠太 役
- アクサル第12回公演「贋作、宮本武蔵」（2012年2月）
- 「逆境ナイン」（2012年6月） - 山根小太郎 役
- 「舞台 ホス探へようこそ」（2013年1月、上野ストアハウス） - 萌木 役
- 「メサイア－銅ノ章－」（2013年4月10日 - 14日、シアターサンモール） - 大場傑 役
- ミュージカル「AMNESIA」（2014年1月9日 - 19日、博品館劇場） - オリオン 役
- 雷ヶ丘に雪が降る（2014年3月12日 - 16日、東京 / 4月1日 - 6日、大阪） - 月夜見 役
- ミュージカル「忍者じゃじゃ丸くん」（2014年5月20日 - 25日、シアターグリーン） - ちび丸 役
- ミュージカル「AMNESIA」re:again（2014年9月3日 - 10日、東京 / 9月20日 - 23日、大阪）- オリオン 役
- ミュージカル「ハートの国のアリス」（2015年2月4日 - 11日、全労済ホール スペース・ゼロ）
- 舞台「戦国無双」～四国遠征の章～（2016年6月29日 - 7月4日、AiiA 2.5 Theater Tokyo）
- 超歌劇『幕末Rock』 黒船来航（2016年8月20日・21日、京都 / 9月3日 - 9日、東京）
- 音楽劇「金色のコルダBlue♪Sky Prelude of 至誠館」（2016年9月28日 - 10月2日、シアター1010）
- ミュージカル 「ヘタリア～The Great World～」（2016年11月10日 - 20日、東京 / 11月25日 - 27日、大阪）
- 撃弾ハンサムpresents「最初で最後の晩餐会」～これは、舞台ですか？いいえ、あくまでハンサムです～（2017年1月12日 - 15日、全労済ホール スペース・ゼロ）

### 映画
- 告白（2010年）
- メサイア「漆黒ノ章」（2013年8月31日） - 大場傑 役